# Piru Gainza
Agustín Gainza Bikandi, más conocido como Piru Gainza o Gainza (Basauri, Vizcaya, 28 de mayo de 1922 - ibidem, 6 de enero de 1995) fue un futbolista y entrenador español que jugaba de extremo izquierdo, integrante histórico del Athletic Club, en el que permaneció toda su carrera. Es recordado como uno de los futbolistas más verticales y veloces de su época y como uno de los mejores jugadores de la historia del club, siendo el que más temporadas permaneció como rojiblanco, con veinte.
Fue internacional por España, disputando 33 encuentros en los que anotó 10 goles. A nivel de clubes conquistó un total de diez títulos, incluyendo dos ligas españolas y siete campeonatos de Copa de España, mientras que le fue otorgado el Trofeo Monchín Triana en 1955 como reconocimiento a su espíritu deportivo y por la fidelidad a los colores de su club.
Al momento de su retirada era el tercer máximo goleador de la historia del Athletic Club con 152 goles, únicamente superado por sus excompañeros de equipo José Luis Panizo y Telmo Zarra, siendo tres de los integrantes de la recordada «segunda delantera histórica» junto a Rafael Iriondo y Venancio Pérez, señalado como uno de los mejores equipos de la historia del fútbol español. En cuanto al número de partidos, ocupó la primera posición histórica con 496 partidos, hasta que fue superado en la década de los años 1970 por Txetxu Rojo y José Ángel Iribar.
Tras su retirada deportiva en 1959 y un breve descanso, se reincorporó al Athletic como entrenador, hasta su desvinculación definitiva en el otoño de 1968.
Es el hermano menor de Miguel Gainza, futbolista del Athletic Club a finales de los años 1940.

## Trayectoria

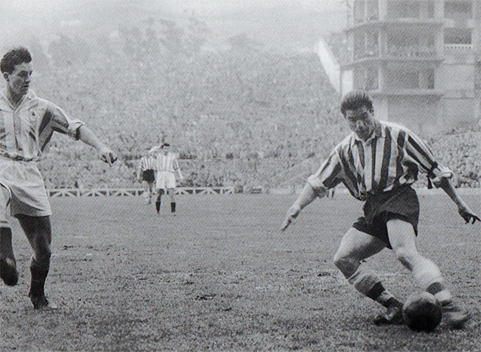
Agustín «Piru» Gaínza en un partido ante la Real Sociedad en San Mamés.

Jugó desde joven en las categorías inferiores del Athletic Club. Entre 1938 y 1939 formó parte de un combinado de jugadores jóvenes que representó al Athletic Club en el Torneo Nacional y en el Campeonato Regional. En esa etapa coincidió con futuros jugadores del primer equipo como Panizo, Echevarría o Makala.
De cara a la temporada 1940-41 pasó a formar parte de forma definitiva de la primera plantilla, ya que Gorostiza se había marchado al Valencia. Debutó en la Primera División de España el 13 de octubre de 1940 en el partido Hércules 1 - Athletic Club 0. Con el paso de las temporadas, fue uno de los jugadores que formó una recordada línea de ataque junto a Iriondo, Venancio, Zarra y Panizo. El 20 de septiembre de 1956, marcó el primer gol del equipo vasco en la Copa de Europa ante el FC Porto. También fue el capitán del equipo durante varios años, formando una línea de ataque muy popular junto a Artetxe, Markaida, Arieta y Uribe.
Con el club consiguió dos Ligas y siete Copas, siendo el jugador español que más veces ha ganado este trofeo y que más finales ha disputado (9). La final de Copa más destacada fue la de 1958 ante el Real Madrid (2-0). Tiene el récord histórico de goles al conseguir anotar 8 tantos, en un partido de Copa de 1947, ante el Celta de Vigo. Su pierna izquierda era prodigiosa, como lo demostró en el campo de Atocha, en un partido contra la Real Sociedad en 1951, en el que desde la línea de córner, batió a Ignacio Eizaguirre que se hallaba pegado al poste derecho de su portería.

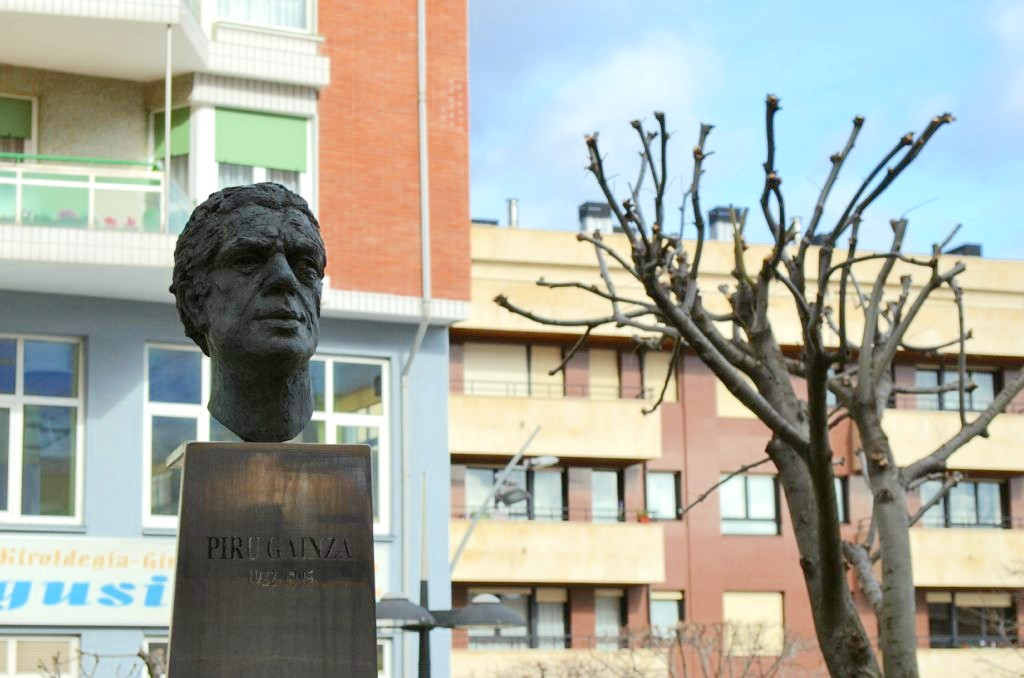
Busto homenaje a Gaínza en su Basauri natal

En 1957, recibió la medalla de oro al Mérito Deportivo.
Es uno de los jugadores del Athletic que más partidos ha disputado en Primera División, con 380 marcando un total de 119 goles. Se retiró de los terrenos de juego al finalizar la temporada 1958-59.
Después de retirarse de los terrenos de juego volvió al mundo del fútbol como entrenador. Entrenó al Athletic desde 1965 hasta octubre de 1968. El equipo se proclamó campeón de Copa a final de esa temporada, si bien Gainza no llegó a dirigir ningún encuentro.
Murió el 6 de enero de 1995 a los 72 años de forma natural.

## Selección nacional
Fue internacional con la selección de fútbol de España en 33 ocasiones y marcó 10 goles. Su debut como jugador de la selección española fue, el 11 de marzo de 1945, en el partido Portugal 2 - España 2. Disputó la Copa Mundial de 1950 en Brasil, donde formó parte de la delantera titular de España junto con Basora, Igoa, Zarra y Panizo. En la fase de Clasificación para la Copa Mundial de 1954 marcó un tanto en la goleada de España a Turquía (4-1), aunque finalmente quedó eliminada. Su último encuentro fue en el partido España 1 - Francia 2, disputado el 17 de marzo de 1955.

### Participaciones en Copas del Mundo
| Mundial                        | Sede   | Resultado  | Partidos | Goles |
| ------------------------------ | ------ | ---------- | -------- | ----- |
| Copa Mundial de Fútbol de 1950 | Brasil | 4.º puesto | 5        | 0     |

## Estadísticas

### Clubes
Datos actualizados a fin de carrera deportiva.
| Athletic Club / Atlético de Bilbao / España | 1938-39       | 1.ª           | -   | -   | 8   | 2  | Inexistentes | Inexistentes | 8   | 2   | 0.25 |
| Athletic Club / Atlético de Bilbao / España | 1939-40       | 1.ª           | -   | -   | -   | -  | Inexistentes | Inexistentes | 0   | 0   | 0    |
| Athletic Club / Atlético de Bilbao / España | 1940-41       | 1.ª           | 13  | 2   | -   | -  | Inexistentes | Inexistentes | 13  | 2   | 0.15 |
| Athletic Club / Atlético de Bilbao / España | 1941-42       | 1.ª           | 13  | 2   | -   | -  | Inexistentes | Inexistentes | 13  | 2   | 0.15 |
| Athletic Club / Atlético de Bilbao / España | 1942-43       | 1.ª           | 20  | 9   | 7   | 1  | Inexistentes | Inexistentes | 27  | 10  | 0.37 |
| Athletic Club / Atlético de Bilbao / España | 1943-44       | 1.ª           | 11  | 3   | 10  | 2  | Inexistentes | Inexistentes | 21  | 5   | 0.24 |
| Athletic Club / Atlético de Bilbao / España | 1944-45       | 1.ª           | 20  | 4   | 8   | 1  | Inexistentes | Inexistentes | 28  | 5   | 0.18 |
| Athletic Club / Atlético de Bilbao / España | 1945-46       | 1.ª           | 22  | 8   | 3   | -  | Inexistentes | Inexistentes | 25  | 8   | 0.32 |
| Athletic Club / Atlético de Bilbao / España | 1946-47       | 1.ª           | 24  | 6   | 6   | 9  | Inexistentes | Inexistentes | 30  | 15  | 0.50 |
| Athletic Club / Atlético de Bilbao / España | 1947-48       | 1.ª           | 20  | 10  | 2   | 1  | Inexistentes | Inexistentes | 22  | 11  | 0.50 |
| Athletic Club / Atlético de Bilbao / España | 1948-49       | 1.ª           | 24  | 11  | 9   | 3  | -            | -            | 33  | 14  | 0.42 |
| Athletic Club / Atlético de Bilbao / España | 1949-50       | 1.ª           | 24  | 10  | 7   | 5  | -            | -            | 31  | 15  | 0.48 |
| Athletic Club / Atlético de Bilbao / España | 1950-51       | 1.ª           | 25  | 7   | 8   | 1  | -            | -            | 33  | 8   | 0.24 |
| Athletic Club / Atlético de Bilbao / España | 1951-52       | 1.ª           | 25  | 12  | 2   | -  | -            | -            | 27  | 12  | 0.44 |
| Athletic Club / Atlético de Bilbao / España | 1952-53       | 1.ª           | 24  | 9   | 6   | 1  | -            | -            | 30  | 10  | 0.33 |
| Athletic Club / Atlético de Bilbao / España | 1953-54       | 1.ª           | 17  | 7   | 5   | 1  | -            | -            | 22  | 8   | 0.36 |
| Athletic Club / Atlético de Bilbao / España | 1954-55       | 1.ª           | 21  | 9   | 7   | 5  | -            | -            | 28  | 14  | 0.50 |
| Athletic Club / Atlético de Bilbao / España | 1955-56       | 1.ª           | 22  | 4   | 7   | -  | 2            | -            | 31  | 4   | 0.13 |
| Athletic Club / Atlético de Bilbao / España | 1956-57       | 1.ª           | 16  | 2   | 2   | -  | 6            | 1            | 24  | 3   | 0.13 |
| Athletic Club / Atlético de Bilbao / España | 1957-58       | 1.ª           | 13  | 1   | 7   | -  | -            | -            | 20  | 1   | 0.05 |
| Athletic Club / Atlético de Bilbao / España | 1958-59       | 1.ª           | 26  | 3   | 4   | -  | -            | -            | 30  | 3   | 0.10 |
| Total carrera | Total carrera | Total carrera | 380 | 119 | 108 | 32 | 8            | 1            | 496 | 152 | 0.31 |
| (1) Incluye datos de Copa del Rey (1938-59), Copa Eva Duarte (1950-51).; Campeonato Regional (1938-39). (2) Incluye datos de la Copa Latina (1955-56); Copa de Europa (1956-57). (3) No incluye goles en partidos amistosos. |               |               |     |     |     |    |              |              |     |     |      |

### Clubes como entrenador
| Club          | País   | Año         |
| ------------- | ------ | ----------- |
| Athletic Club | España | 1965 - 1968 |

## Palmarés

### Campeonatos nacionales
| Título             | Club          | Año     |
| ------------------ | ------------- | ------- |
| Campeonato de Liga | Athletic Club | 1942-43 |
| Copa               | Athletic Club | 1943    |
| Copa               | Athletic Club | 1944    |
| Copa               | Athletic Club | 1945    |
| Copa               | Athletic Club | 1950    |
| Copa Eva Duarte    | Athletic Club | 1950    |
| Copa               | Athletic Club | 1955    |
| Campeonato de Liga | Athletic Club | 1955-56 |
| Copa               | Athletic Club | 1956    |
| Copa               | Athletic Club | 1958    |

### Campeonatos regionales
| Título                       | Club            | Año  |
| ---------------------------- | --------------- | ---- |
| Campeonato Regional Vizcaíno | Bilbao Athletic | 1939 |

### Distinciones individuales
| Distinción            | Año  |
| --------------------- | ---- |
| Trofeo Monchín Triana | 1955 |

## Récords
- Jugador con más títulos de Copa. (7) (Compartido con José María Belauste, Leo Messi, Gerard Piqué y Sergio Busquets).
- Jugador con mayor número de goles en un partido de Copa. (8) (Logrado ante el Celta de Vigo (12-1) en un encuentro disputado el 18-5-1947).